# Wie Joggeli eine Frau sucht

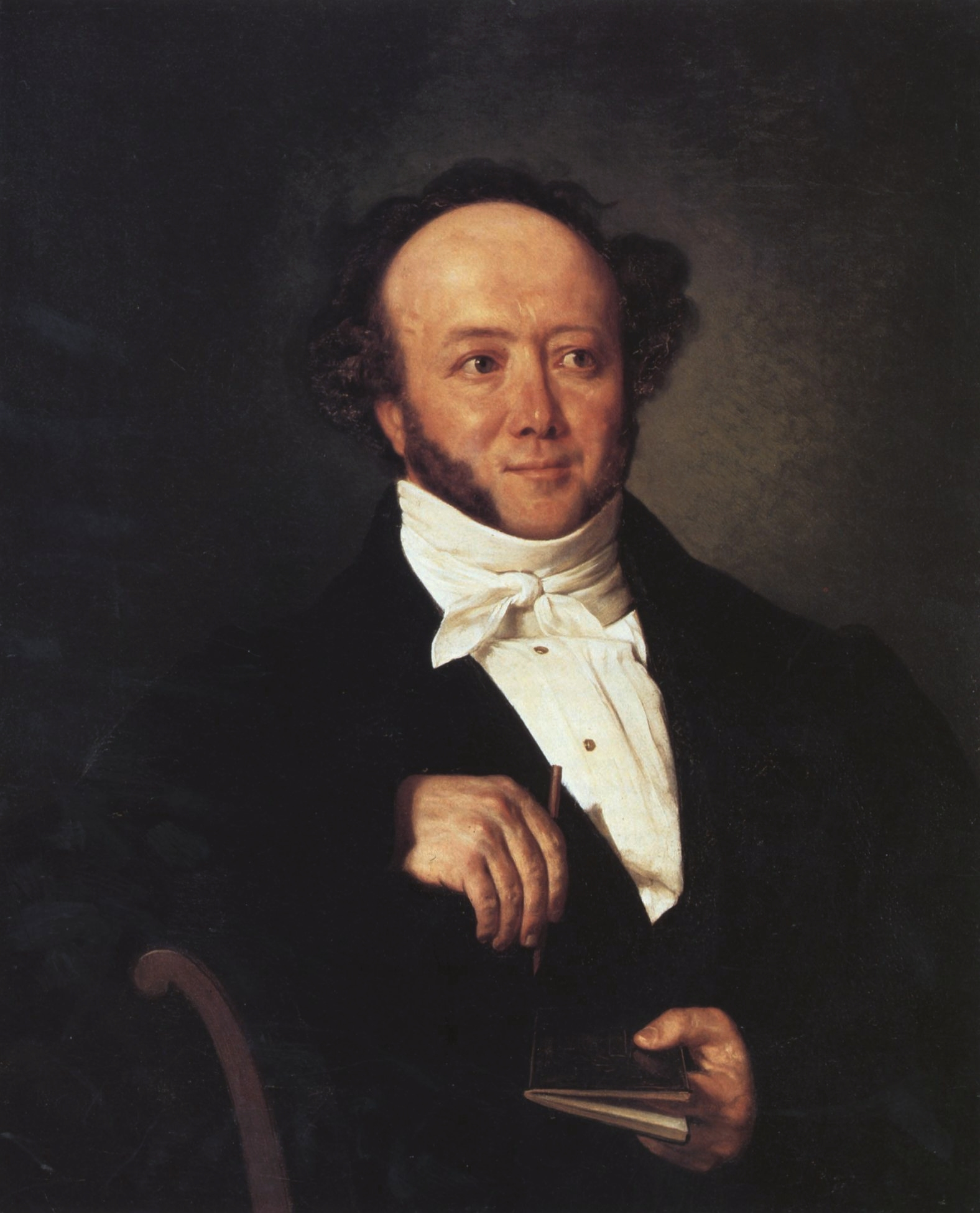
Jeremias Gotthelf um 1844

Wie Joggeli eine Frau sucht ist eine kleine Erzählung von Jeremias Gotthelf, die im „Almanach Alpina auf das Jahr 1841“ in Solothurn erschien.

## Inhalt
Der reiche Junggeselle Joggeli besitzt im Bernbiet einen schönen Hof. Nachdem die Mutter gestorben ist, merkt der Bauer, es fehlt die Hausfrau. Bei der Wahl der rechten Ehefrau fürchtet Joggeli den Missgriff. Denn er weiß, die heiratsfähigen Mädchen verstellen sich in der Öffentlichkeit. So kündigt Joggeli eine Geschäftsreise ins Luzernerbiet an. Doch er zieht, als Kesselflicker kostümiert, durchs Bernbiet. Auf der Suche nach seiner zukünftigen Ehehälfte fragt Joggeli in verschiedenen Bauernhöfen „nach verlöcherten Pfannen und zerbrochenen Kacheln“. Zwei Mädchen – Rösi und Marei – zeigen ihr Wochentagsgesicht und bestehen die Tiefenprüfung des „Keßlers“ nicht. Dann aber findet Joggeli seine Anne. Das Mädchen merkt wohl, der junge Mann mit dem rußverschmierten Gesicht ist überhaupt kein Kesselflicker und schickt ihn fort. Dann aber träumt sie nachts von ihm. Joggeli kommt nach ein paar Tagen frisch gewaschen wieder und führt Anne heim.
Gotthelfs Moral: Käme öfter ein Kesselflicker, benähme sich manch heiratsfähiges Mädchen auch werktags manierlicher.

## Stil
- Meistens kann der Satzsinn aus dem hochalemannischen Berndeutsch erraten werden.

| Bärndütsch    | Standarddeutsch   |
| ------------- | ----------------- |
| kupen         | schmollen         |
| verflümeret   | von: verflucht    |
| Bschüttiloch  | Jauchegrube       |
| grupeten      | kauerten          |
| fiseln        | herumlungern      |
| stotzen       | schlendern        |
| schnausen     | durchstöbern      |
| branzen       | zanken            |
| ertauben      | erzürnen          |
| Zyberligränne | Sauertopf         |
| Krüsch        | Kleie             |
| stüpfen       | (stechend) stoßen |
| Hudel         | Lump              |
| Ätti          | Vater             |
| plötschen     | tappen            |

- Fehr ordnet den Text in Gotthelfs „Freier-Novellen“ ein.[2]

### Verwendete Ausgabe
- Wie Joggeli eine Frau sucht. Ein ländliches Bild. S. 88–105 in: Bibliothek deutscher Klassiker. Henri Poschmann: Gotthelfs Werke. In zwei Bänden. Bd. 1. Aufbau-Verlag Berlin 1982 (3. Aufl.). Textgrundlage: Gotthelf-Gesamtausgabe von Rudolf Hunziker und Hans Bloesch (München 1911) sowie die 20-bändige Ausgabe von Walter Muschg (Basel 1948)

### Ausgaben
- Jeremias Gotthelf: Wie Joggeli eine Frau sucht. Jent & Gassmann, Solothurn 1841
- in: Jeremias Gotthelf: Erzählungen und Bilder aus dem Volksleben der Schweiz. 5 Bde. Springer, Berlin 1850
- Jeremias Gotthelf: Wie Joggeli eine Frau sucht. Wie Christen eine Frau gewinnt. H.R. Fretz, Zürich 1921. Mit Textillustrationen nach Holzschnitten von Otto Lüssi.

### Sekundärliteratur
- Karl Fehr: Jeremias Gotthelf. Poet und Prophet – Erzähler und Erzieher. Zu Sprache, dichterischer Kunst und Gehalt seiner Schriften. 262 Seiten. Francke Verlag, Bern 1986, ISBN 3-317-01611-6